# Princ Vidžaja
Princ Vidžaja (sinhalsko විජය කුමරු) je bil legendarni kralj Šrilanke, omenjen v pali kronikah, vključno z Mahavamso. Je prvi zapisan kralj Šrilanke. Njegova vladavina je tradicionalno datirana v 543-505 pr. n. št.. Po legendah je z nekaj sto privržencev prišel v Lanko, potem ko so bili izgnani iz indijskega kraljestva. V Lanki so izselili prvotne prebivalce otoka (Yakše), ustanovili kraljestvo in postali predniki modernih Singalcev.